# Bandeira de Tambov
A Bandeira de Tambov é um dos símbolos oficiais do Oblast de Tambov, subdivisão da Federação Russa. Aprovado em  22 de fevereiro de 2005.

## Descrição
Seu desenho consiste em um retângulo na proporção largura-comprimento de 2:3 dividido por duas faixas verticais de igual largura nas cores azul, a da esquerda, e vermelha, a da direita. Na linha da divisão da faixas está o emblema da região de Tambov na versão completa com a coroa e faixa. A largura total do escudo do emblema é de 1/6 do comprimento da bandeira.

## Simbolismo
- O vermelho é um símbolo de coragem, perseverança, coragem dos habitantes, um reflexo da sua generosidade, o desejo de unidade e da solidariedade, da continuidade de gerações. Lembra também a cor das bandeiras históricas da Rússia, bem como as bandeiras e as insígnias regimentar de Tambov durante período soviético;

- O azul representa a grandeza, a beleza natural e a pureza província de Tambov, fiel às suas tradições, limpa e com bem-estar.